# Jeffery Thomas Johnson
Jeffery „Jeff“ Thomas Johnson ist ein US-amerikanischer Schauspieler.

## Leben
Johnson begann ab 1990 in unregelmäßigen Abständen in Fernseh- oder Filmproduktionen zu spielen. Er hatte Nebenrollen in den Filmen Die Spur führt zurück – The Two Jakes, Geboren in Queens und Bram Stoker’s Dracula inne. 1994 spielte er eine größere Episodenrolle als Sean Malloy in der Fernsehserie Ultraman: The Ultimate Hero. 1995 spielte er im Film Call Girl, 1996 im Film Hot Nightmares an der Seite von Monique Parent in Erotikfilmen mit. Nach einer Rolle 2002 in Getting There, war er erst wieder 2012 in Operation Terror in einer Filmrolle zu sehen. 2013 übernahm er im Film Life Tracker die Rolle des Brigadegenerals Anthony Morris. 2021 war er im Low-Budget-Film Aquarium of the Dead in der Rolle des Smith zu sehen.

## Filmografie (Auswahl)
- 1990: Die Spur führt zurück – The Two Jakes (The Two Jakes)
- 1991: Geboren in Queens (Queens Logic)
- 1992: Bram Stoker’s Dracula (Dracula)
- 1994: Ultraman: The Ultimate Hero (Fernsehserie, Episode 1x06)
- 1995: Baywatch – Die Rettungsschwimmer von Malibu (Baywatch, Fernsehserie, Episode 5x16)
- 1995: Texas Payback
- 1995: Call Girl
- 1996: Baby Business (Citizen Ruth)
- 1996: Pacific Blue – Die Strandpolizei (Pacific Blue, Fernsehserie, Episode 2x03)
- 1996: Hot Nightmares (Love Me Twice)
- 1996: American Tigers
- 1997: The Brave
- 1997: Contact
- 1997: Postman (The Postman)
- 1997: Enid Blyton: Die verwegenen Vier (The Enid Blyton Secret Series, Fernsehserie, Episode 1x02)
- 1998: Seinfeld (Fernsehserie, Episode 9x22)
- 1999: Diagnose: Mord (Diagnosis Murder, Fernsehserie, Episode 6x17)
- 2000: Roswell (Fernsehserie, Fernsehserie, Episode 2x04)
- 2001: Cover Me: Based on the True Life of an FBI Family (Fernsehserie, Episode 1x21)
- 2002: Getting There
- 2012: Operation Terror
- 2013: Life Tracker
- 2016: Cardinal Matter
- 2019: The Devil Has a Name
- 2020: Party of Five (Fernsehserie, Episode 1x07)
- 2020: Newton’s Cradle (Fernsehserie)
- 2021: Selena: Die Serie (Selena: The Series, Fernsehserie, Episode 2x05)
- 2021: Aquarium of the Dead
- 2022: Super Volcano (Fernsehfilm)
- 2022: Megaquake – Kalifornien am Abgrund (20.0 Megaquake, Fernsehfilm)
- 2023: Ice Storm – Der Beginn einer neuen Eiszeit (Ice Storm, Fernsehfilm)
- 2023: Bird of Paradise
- 2024: The Laundress
- 2024: Elkhorn (Fernsehserie, Episode 1x06)
- 2024: Dead Wrong
- 2024: Mein Mann, der Geheimagent (My Secret Agent Husband, Miniserie)
- 2024: Her Posessive Guard (Miniserie)
- 2024: 24 Hours to D-Day – Schlacht der Entscheidung (24 Hours to D-Day)
- 2024: The Six Triple Eight